# جو كولينز (ممثلة)
جو كولينز (بالإنجليزية: Jo Collins)‏ هي بلاي ميت وعارضة وممثلة أمريكية، ولدت في 5 أغسطس 1945 في لبنان في الولايات المتحدة. من الجوائز التي نالتها بلاي بوي بلاي ميت سنة 1964.

## جوائز
- بلاي بوي بلاي ميت (1964)

## وصلات خارجية
- جو كولينز على موقع IMDb (الإنجليزية)
- جو كولينز على موقع أول موفي (الإنجليزية)
- جو كولينز على موقع كينوبويسك (الروسية)